# Contea di Yu (Shanxi)
La contea di Yu (盂县S, Yú XiànP) è una contea della Cina, situata nella provincia dello Shanxi e amministrata dalla prefettura di Yangquan.